# 唐东
唐东（法語：Tendon，法語發音：[tɑ̃dɔ̃] ⓘ）是法国大東部大區孚日省的一个市镇，属于埃皮纳勒区。

## 地理
唐东（48°7'18"N, 6°40'44"E）面积21.85 平方千米，位于法国大東部大區孚日省，该省份为法国东北部内陆省份，北起默兹省和默尔特-摩泽尔省，西接上马恩省，南至上索恩省和贝尔福地区省，东临上莱茵省和下莱茵省。
与唐东接壤的市镇（或旧市镇、城区）包括：福孔皮埃尔、拉沃利讷迪乌、雷欧帕勒、勒托利、克勒里、圣艾蒂安-莱勒米尔蒙、埃卢瓦、沙蒙塔吕。

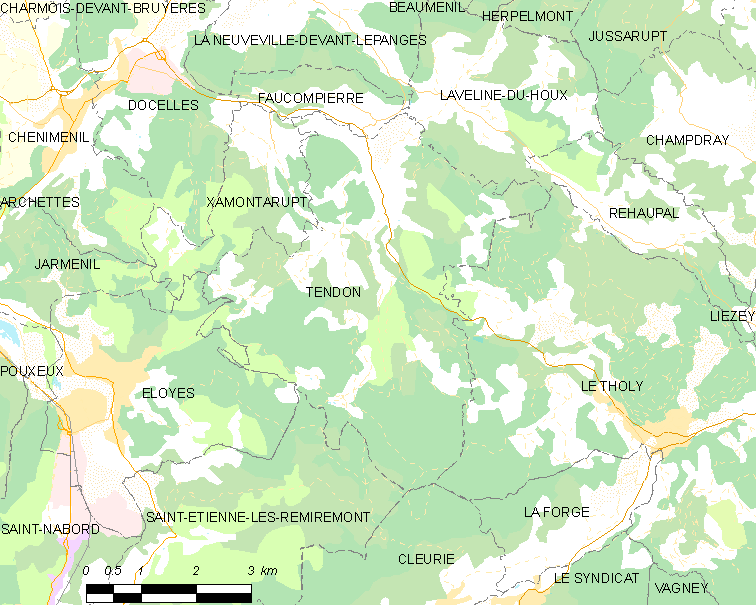
唐东的OSM定位图

唐东的时区为UTC+01:00、UTC+02:00（夏令时）。

## 行政
唐东的邮政编码为88460，INSEE市镇编码为88464。

## 政治
唐东所属的省级选区为拉布雷斯县。

## 人口

1962-2008年间唐东人口变化图示

唐东于2022年1月1日时的人口数量为504人。